# Leidseweg (Utrecht)
De Leidseweg is een straat in de Nederlandse stad Utrecht. Zij loopt langs de zuidelijke oever van de Leidse Rijn van het Westplein tot de Kennedylaan.
Oorspronkelijk liep de Leidseweg vanaf de Catharijnesingel tot aan de gemeentegrens. Na aanleg van de spoorlijn Amsterdam - Elten werd de weg gesplitst in een Leidseweg-Oost en Leidseweg-West. De Leidseweg-Oost is nu deel van het Smakkelaarsveld. Aan de Leidseweg 2 bevond zich hier de Levensverzekeringsmaatschappij De Utrecht. het deel Leidseweg-West tussen het spoor en het Westplein heet nu Van Sijpesteijnkade. Vanaf circa 1878 stond hier zo'n 90 jaar lang de Van Sypesteynkazerne.
Door de aanleg van het Merwedekanaal werd de Leidseweg opnieuw gedeeld. Zij loopt nu vanaf het Westplein en de Dambrug tot aan de Muntbrug en de Muntkade waar zich de Koninklijke Nederlandse Munt bevindt. Parallel aan het eerste deel van de Leidseweg ligt aan de overkant van de Leidse Rijn voor een gedeelte de Leidsekade. Zijstraten van het eerste deel van de Leidseweg zijn de Koningsbergerstraat en de Krugerstraat. Het tweede deel loopt vanaf de Kanaalweg tot aan de Pijperlaan, waar zij overgaat in de Kennedylaan. ± 140 meter verder ligt de Oude Leidseweg die ongeveer 230 meter lang is. Zijstraten van het tweede deel zijn de Mozartlaan, Bartoklaan en de Ravellaan. De oude Dambrug aan de Leidsekade hoek Damstraat over de Leidse Rijn heeft plaatsgemaakt voor een nieuwe brug.
Dat de Leidseweg vroeger nogal een beruchte modderpoel was blijkt uit de volgende ingezonden verzuchting in het Utrechts Dagblad van 1910:
Waarom wordt de Leidsche Weg
Het minst van alle weg
Geveegd en van zijn drek ontdaan?
Daar moet men steeds door modder gaan,
daar komt men zelden vegen.
En wordt er bij den Raad geklaagd,
Dan komt men eerst gauw boenen,
Want anders krijgen de heren, zeg,
Die smeerboel van den Leischen weg
Op hun verlakte schoenen.
Toen 't vorige week zoo had gesneeuwd,
Toen konden wij profiteeren.
Je baggerd' hier door dun en dik,
Je zat van top tot teen met slik,
Maar wie je zag ... geen heeren!
En hebt ge 't Zondag hier gezien?
Toen liepen we nog te waden,
Nabij den tunnel door den drek.
Dat is toch 's Zondags als te gek,
Om zoo te moeten baden.
Ik houd maar op, ik beef van nijd,
Ik voel het aan mijn schrijven.
Nog deze vraag ... als van den raad
Er leeden woonden aan die straat,
Zou het dan ook zoo blijven?

## Fotogalerij

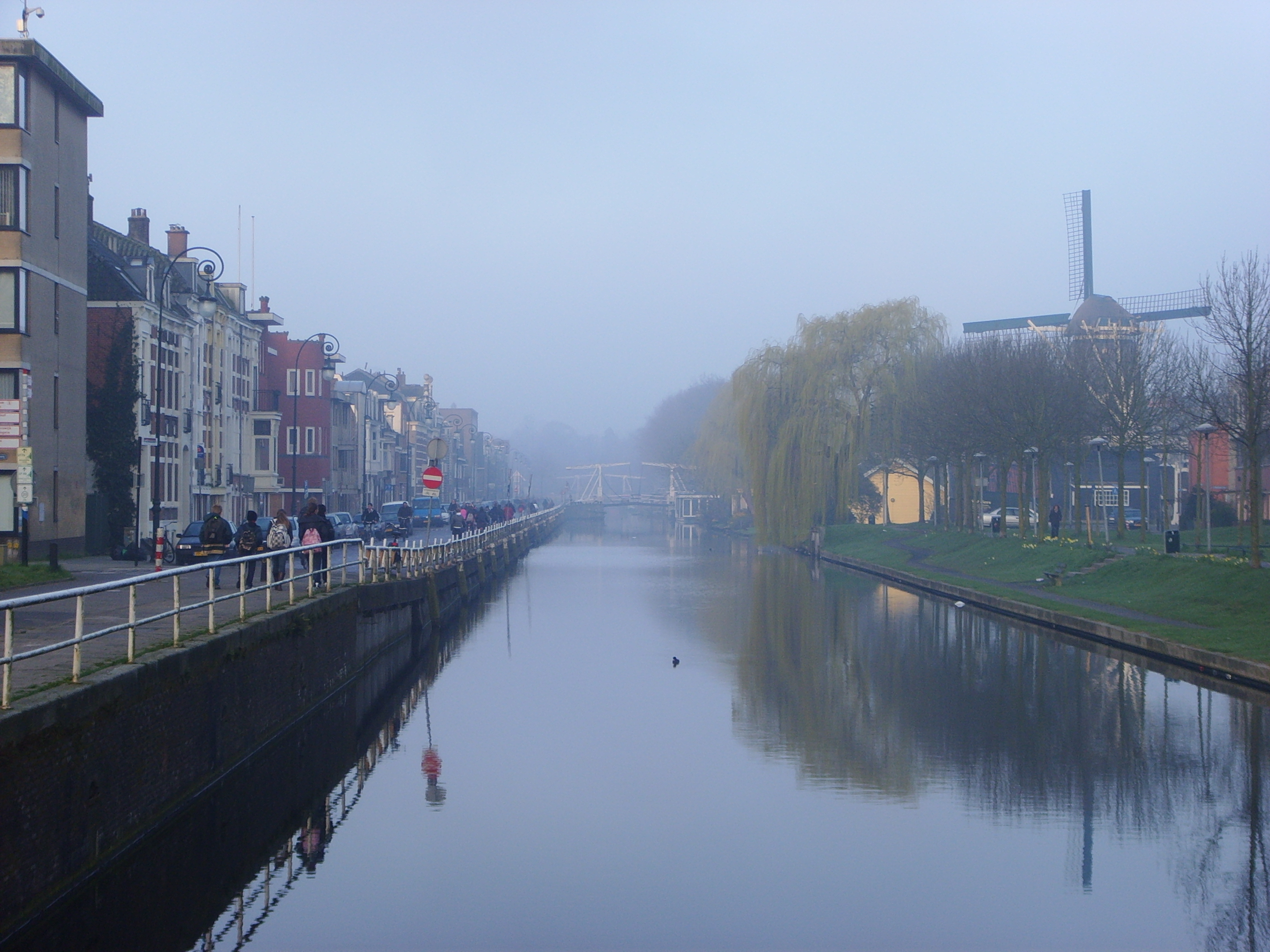
Leidseweg in de ochtend, rechts houtzaagmolen De Ster
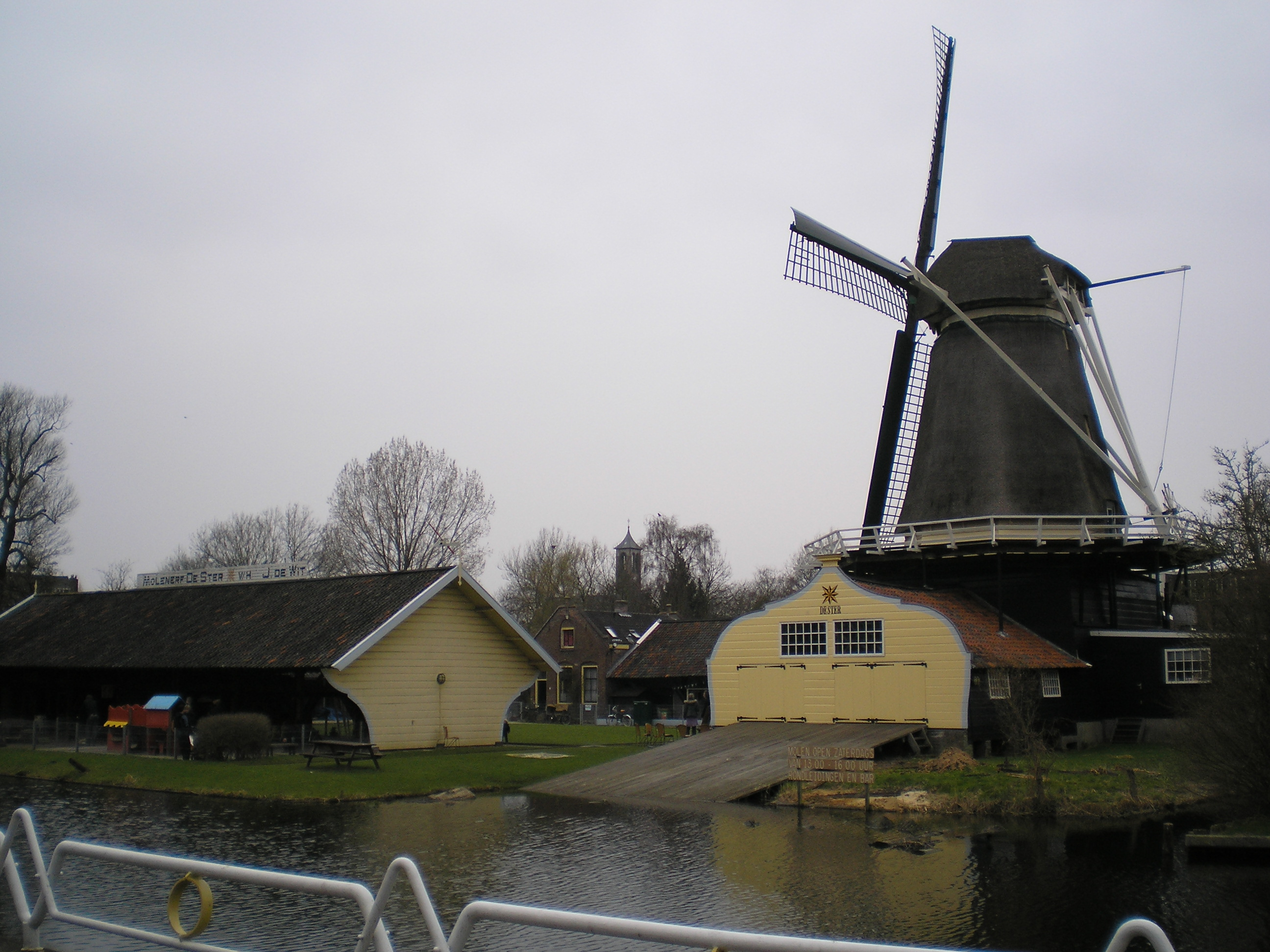
Houtzaagmolen De Ster aan de overzijde van de Leidseweg
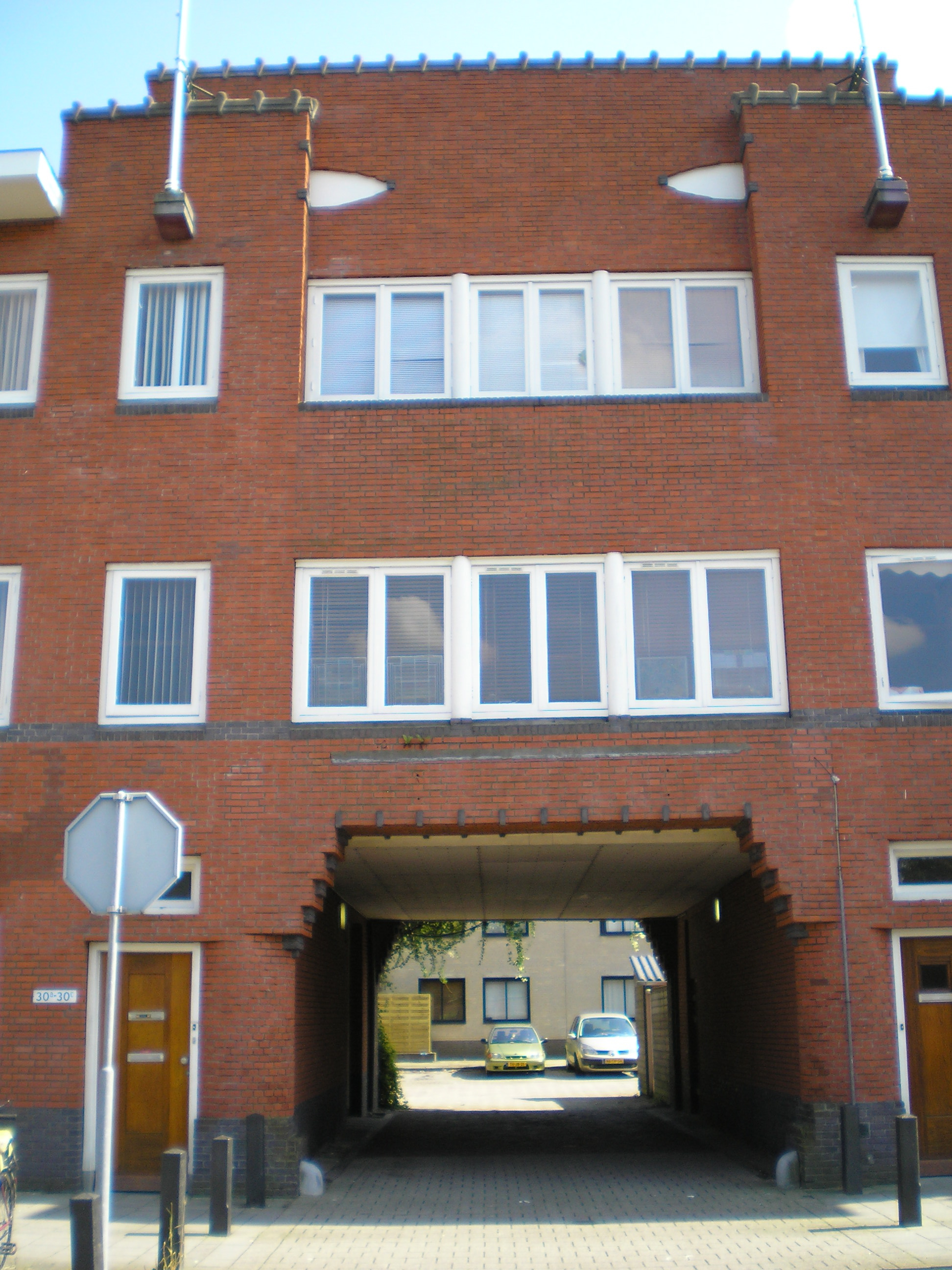
Leidseweg met toegangspoort tot de voormalige sportzaal van de worstelvereniging De Halter
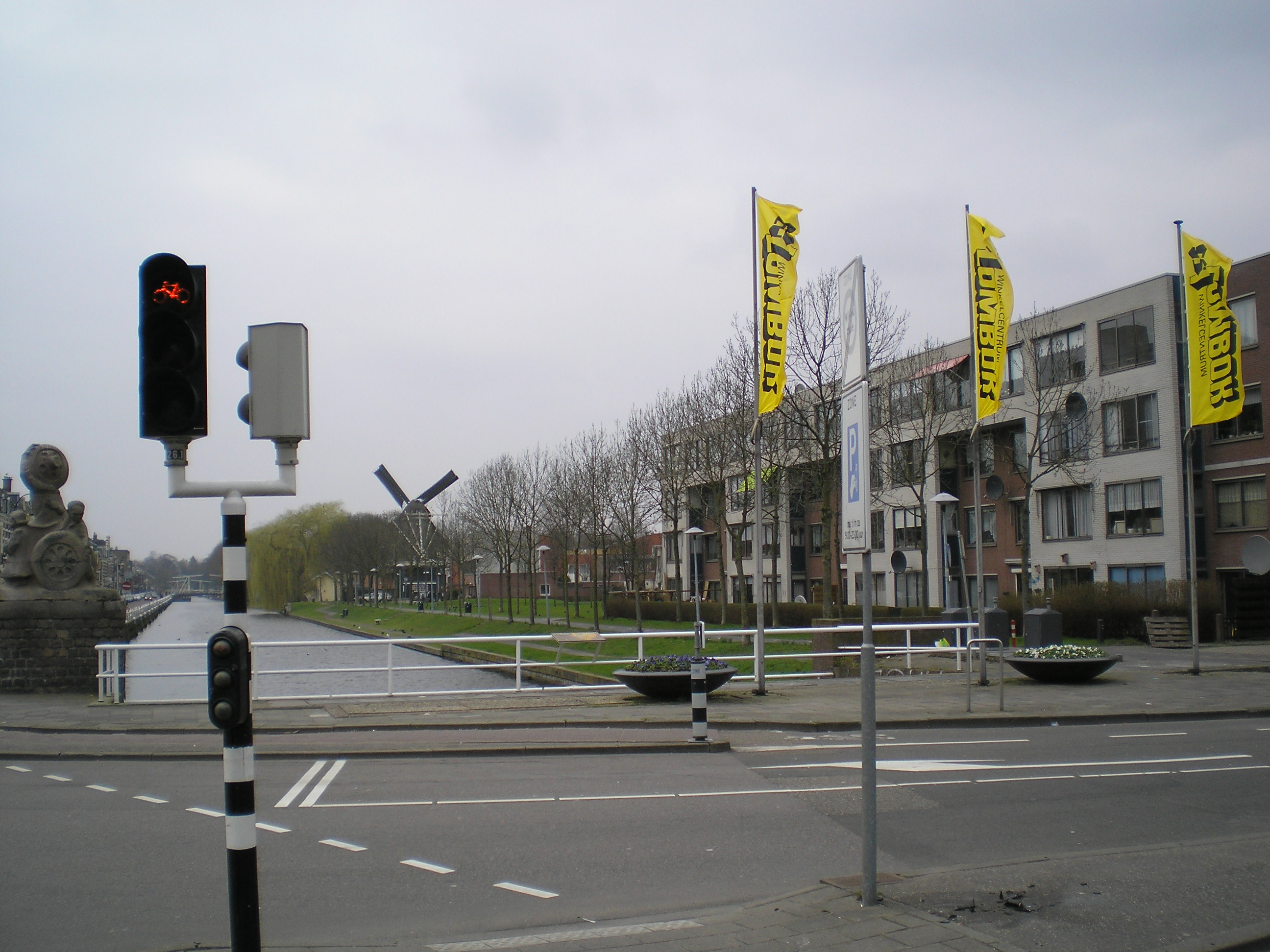
De Dambrug met uiterst links de Leidseweg
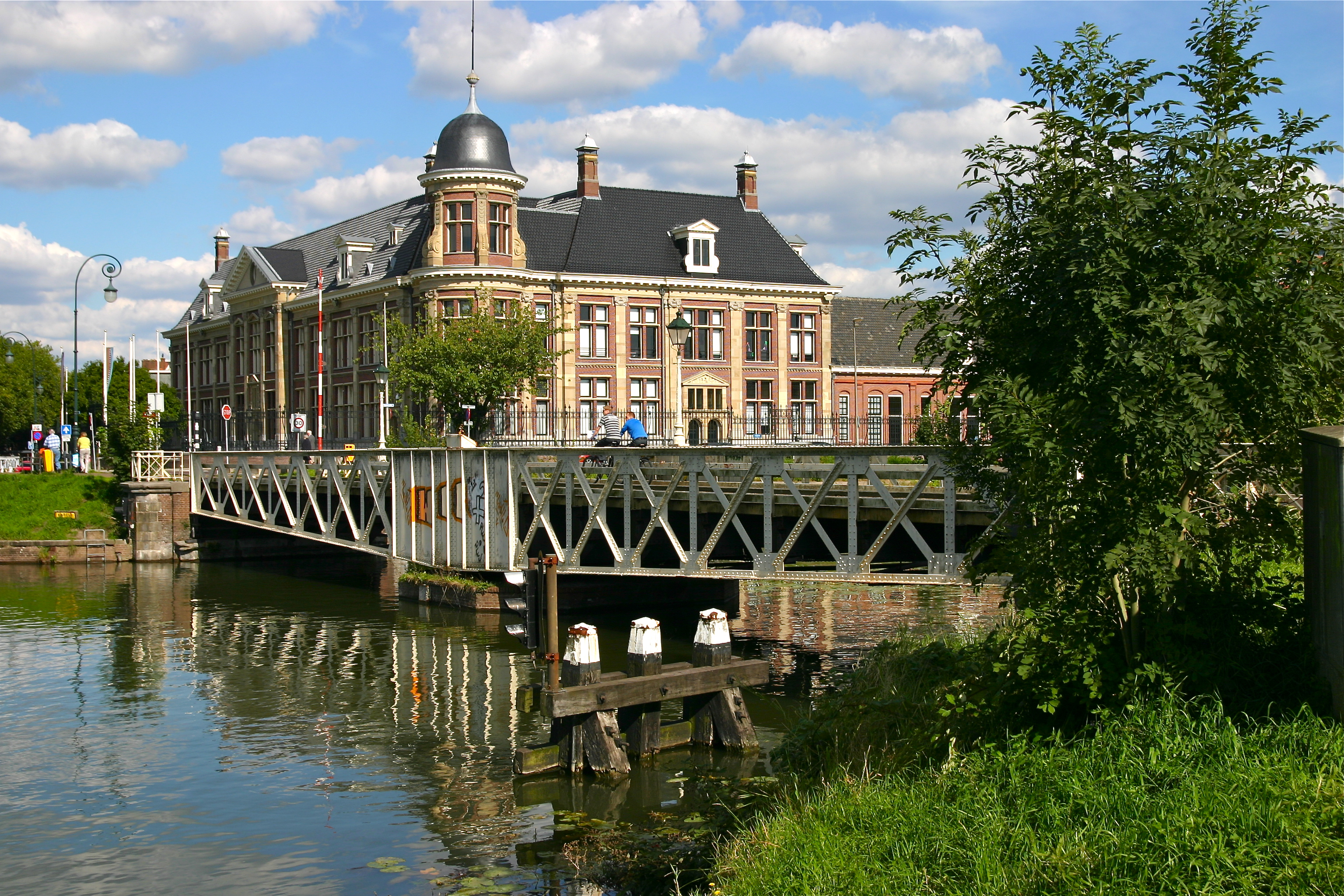
De Muntbrug met op de achtergrond het gebouw van de Koninklijke Nederlandse Munt
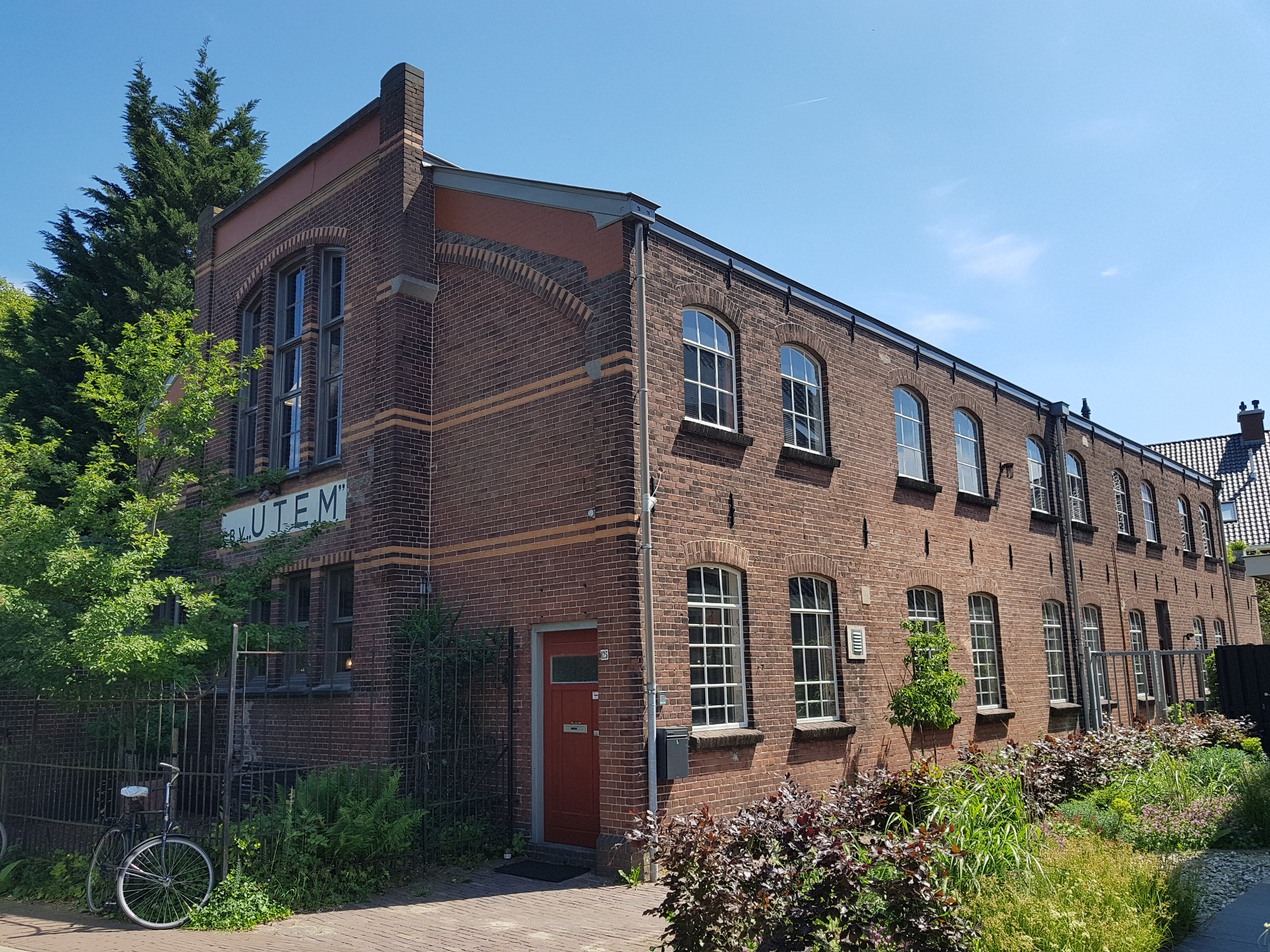
gebouw van de voormalige Utrechtse Electro Maatschappij (UTEM)
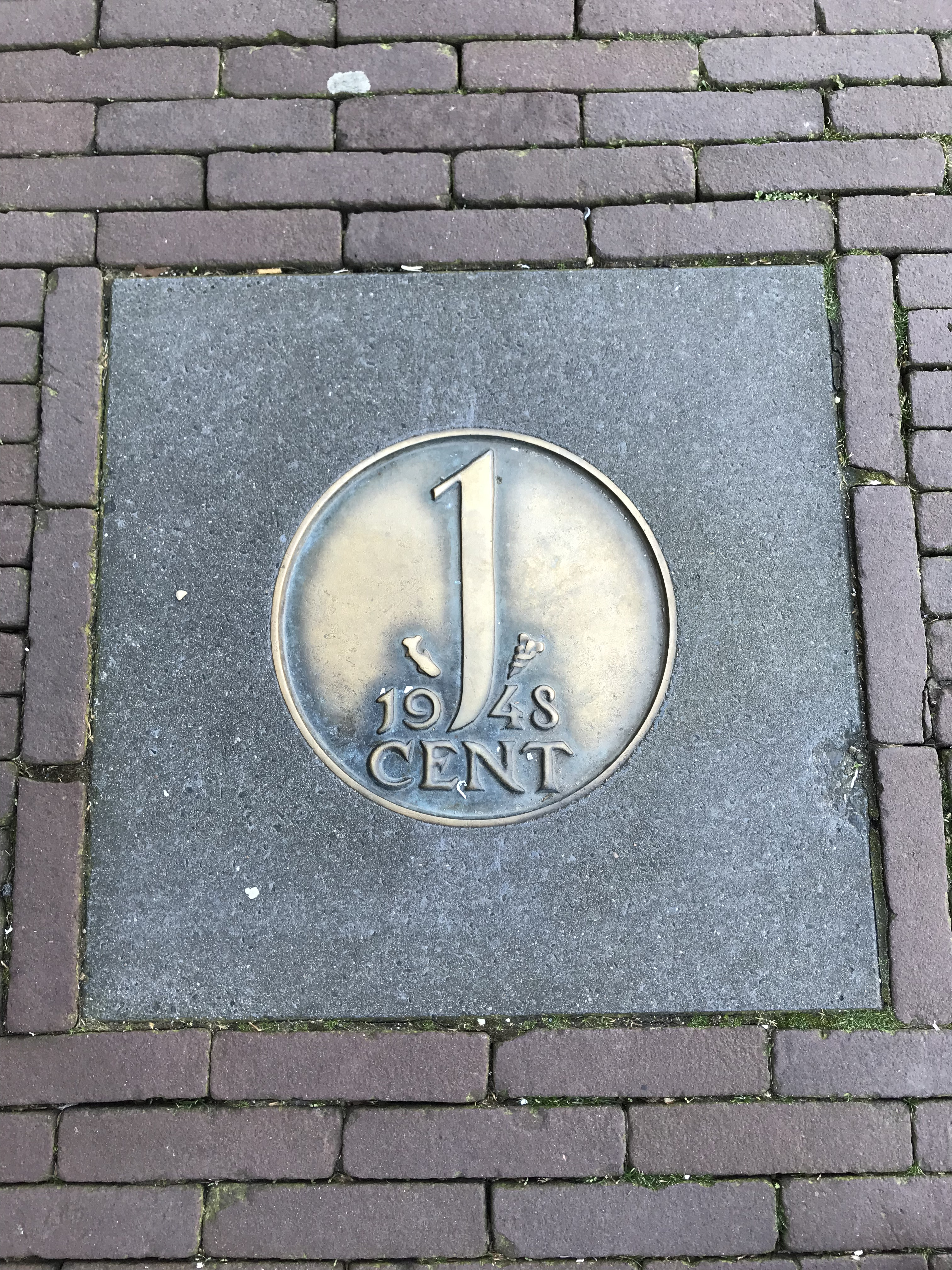
een van de tegels bij de Utrechtse Munt